# ICQ
ICQ je program za slanje trenutačnih poruka (engl. instant messaging). Program je izradio Mirabilis, izraelska tvrtka iz Tel Aviva. Program je prvi puta izašao u studenom 1996.
ICQ je zapravo igra riječi (engl.) I seek you.
Program se neprestano nadograđuje, stoga postoji mnogo verzija programa.  Najnovija inačica je 8.1.

## Vanjske poveznice
- ICQ.com - Službena web stranica ICQ-a